# Vladimir Veksler
Vladimir Iosifovich Veksler (em russo:  Владимир Иосифович Векслер; Jitomir, Império Russo (atualmente Ucrânia), 4 de março de 1907 — Moscou, União Soviética, 22 de setembro de 1966) foi um físico experimental soviético.